# الببترول
الببترول هي شركة ألبانية لإنتاج وتسويق النفط في المنبع ، وتراقب أيضًا اتفاقيات النفط الحكومية في ألبانيا . تملكها الدولة الألبانية. يقع المقر الرئيسي للشركة في باتوس ولها مكتب تمثيلي في تيرانا . الرئيس التنفيذي لشركة ألببترول هو السيدة إريولا موكا . تدير ألبتيرول 1350 بئراً نفطية في مستوطنات باتوس وبلش وكاربونارو وكوتشوف وغوريشت كوكول وكاكران مولاج وأمونيك.
الببترول هي الشركة الحادية عشر في ألبانيا تقاس بعائدات عام 2016 (وثالث أكبر شركة مملوكة للدولة). بلغت أرباحها للعام المالي 2016 13 مليون دولار أمريكي. تعمل الشركة في 7 حقول نفط في ألبانيا بإنتاج 110.000 طن من النفط الخام. خلال السنوات الماضية تمكنت من الحصول على مكانة مستدامة في السوق الألباني.